# 葬式頒布本

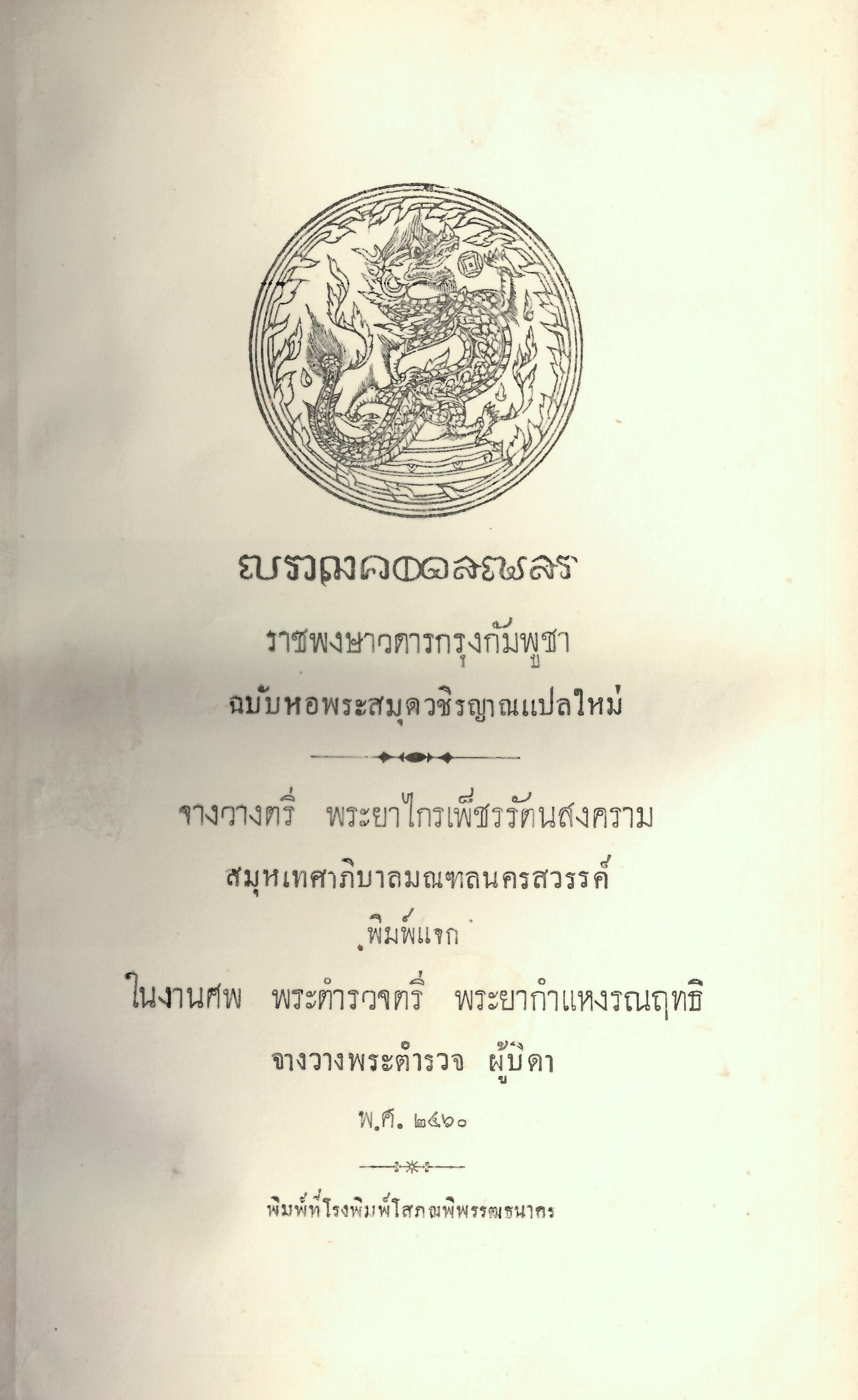
1917年に出版された葬式頒布本の中表紙。 カンボジア王朝年代記の翻訳が含まれている。

葬式頒布本（そうしきはんぷぼん、タイ語: หนังสืองานศพ）は、タイ王国にみられる出版物のひとつである。タイの葬儀において引き出物として配られ、故人の伝記ならびに文書資料が記されている。この習慣は19世紀までさかのぼることができ、王侯貴族のあいだで受け継がれた。のちに裕福な庶民、さらには多くの中流階級もこれを真似るようになった。宗教的文書や歴史的写本といったものから各分野の一般的な論考・文章といったものまで内容は多岐にわたる。タイ研究における貴重な歴史的資料とみなされ、収集および取引の対象となっている。

## 歴史
式典の参列者に書物を送る風習の起源は不明瞭であるが、一般的な引き出物の習慣の延長上にあるものであると考えられる。タイには葬式をはじめ、還暦の祝い、家屋の新築など、折々の行事で書物や冊子を頒布する風習があり、そのなかでも葬儀に際して頒布されるものが最も多い。
一説によれば、この風習はサムット・コーイとよばれる折りたたみ式の手書き写本に遡ることのできるものである。これはパーリ語で仏教に関する文章が記されたもので、論蔵七論からの抜書きや、ときにはタイ語訳のプラ・マーライなどが収録された。これらの書籍の奥付にはしばしば出版の機会・支援者・目的について記されることがあった。こうした出版物の歴史は暫定的には1907年まで遡ることのできるものであると考えられているが、これには異論もある。
最古の葬儀本は、1881年に、ラーマ5世の王妃であるスナンダ・クマリラタナと、その王女の葬儀の際につくられたものであると考えられている。仏教に関する詩歌が記され、10,000部が印刷された。また、1869年のラーマ4世の葬儀に際してサミュエル・スミスが出版した叙事詩『プラ・アパイマニー』は、それより古い例である可能性がある。2006年に発見されたこの書籍はいまだ本格的な研究がなされないままとなっている。タイに近代的印刷術が導入されたのは1835年、アメリカの宣教師によってであり、1860年代からは急速に普及した。印刷機および印刷媒体の入手が容易になったことによって、書物、特に葬式頒布本は次第に引き出物としてもちいられるようになった。書物は、それまでこの用途において一般的な選択だった、ささやかな装身具よりも価値あるものとして、王族につづき、貴族や裕福な家庭においても贈答品としてつかわれるようになった。
1900年代より、国王文書局が葬式頒布本の出版に協力するようになったことは、特筆すべき傾向である。資金不足に悩んでいた文書局は、遺族に資金提供者となってもらう形で、保存されている手書きの文書や法令、あるいは重要な文書などを葬式頒布本というかたちで刊行しようとした。これらの資料が刊行されるようになったことは、事実上知識を広めるという図書館の使命に貢献することでもあり、遺族はこの行為を通じて故人の功徳を積むことができるようになった。ラーマ4世の妃のひとりであるChaokhun Chommanda Samliのため、1901年につくられた仏歌集はこうした初期の例である。これらの書物の多くはタイ国立図書館の前身であるヴァジラニャーナ文書館（Vajirañāṇa Library）の手配のもと刊行され、印刷物の品質を保証する見返りとして出版された書物の寄贈を受けていた。
20世紀半ばまでに葬式頒布本の刊行は増えていった。これは中流階級、特に華人系の商家が拡大していったためである。また書籍の形式・内容も多様化し、内容については故人に直接かかわるようなものになっていった。しかし、世紀末前後には葬式頒布本を刊行する習慣は衰退しはじめ、再び富裕層のみに限られるようになった。また、DVDといったデジタル複合媒体が付属、あるいは書籍を代替する場合もあった。

## 内容
葬式頒布本の体裁は2ページのものから400ページを超えるものまで、さまざまである。これらは往々にして書物を刊行した家系の社会的・経済的地位を反映している。壮麗なデザインで多色刷りされたものもあれば、仏教の格言をあつめ、故人の名前を表紙に記した簡素な小冊子もある。
葬式頒布本の内容は大きく2つにわけることができる。すなわち、故人を記念する文章と、刊行にあたって選ばれた文章である。後者は、故人に関連する場合もあれば、そうでない場合もある。初期の葬式頒布本は後者のみから構成されていることが多く、故人に関する文章は表紙や序文に短いものが記されるのみであった。後代のものには故人の伝記（あるいは自伝）、遺族や友人による追悼文が付けくわえられるようになる。
当初の葬式頒布本は仏教に関連するものが中心であったが、1904年、ラーマ5世は人々の興味を引くさまざまな話題について刊行することを提案した。その後数十年間、国王文書局が多くの葬式頒布本の刊行に関わるようになって以降は、文書局が主題の提案にくわわることも増えていった。ラーマ5世の王子であり、ヴァジラニャーナ文書局の局長を務めていたダムロンラーチャーヌパープは特に影響力があり、主題に沿った論考や物語の編纂・編集に関わった。たとえば、タイの賭博・演劇・オーケストラ・軍艦などについて、主題ごとの歴史を取り扱った叢書である Prachum Phongsawadan はその一例である。葬式頒布本が取り扱う話題は芸術、音楽、文学、言語学、詩文、タイの伝統・習慣、貴族の階級や爵位、王の著作や旅行記まで、さまざまであった。とはいえ、1950年代までの書物が宗教、歴史、考古学の領域から逸脱することはなかった。
葬式頒布本の印刷がより個人的な業務になるにつれ、取り扱う内容も変容していった。故人自身の文章を扱うものもあれば、故人が好きだった著作が葬式頒布本の形で復刊されることもあった。多くの話題は故人の生涯や業績に直接関連するものであり、歴史的な伝記、旅行記、言語、料理などが首題として人気であった。また、1970年代には故人の死因に関連する健康や医学に関する知識を取り扱ったものが人気を博した。とはいえ、宗教的文章は多くの葬式頒布本におけるもっとも人気の主題でありつづけた。

## 収集と研究

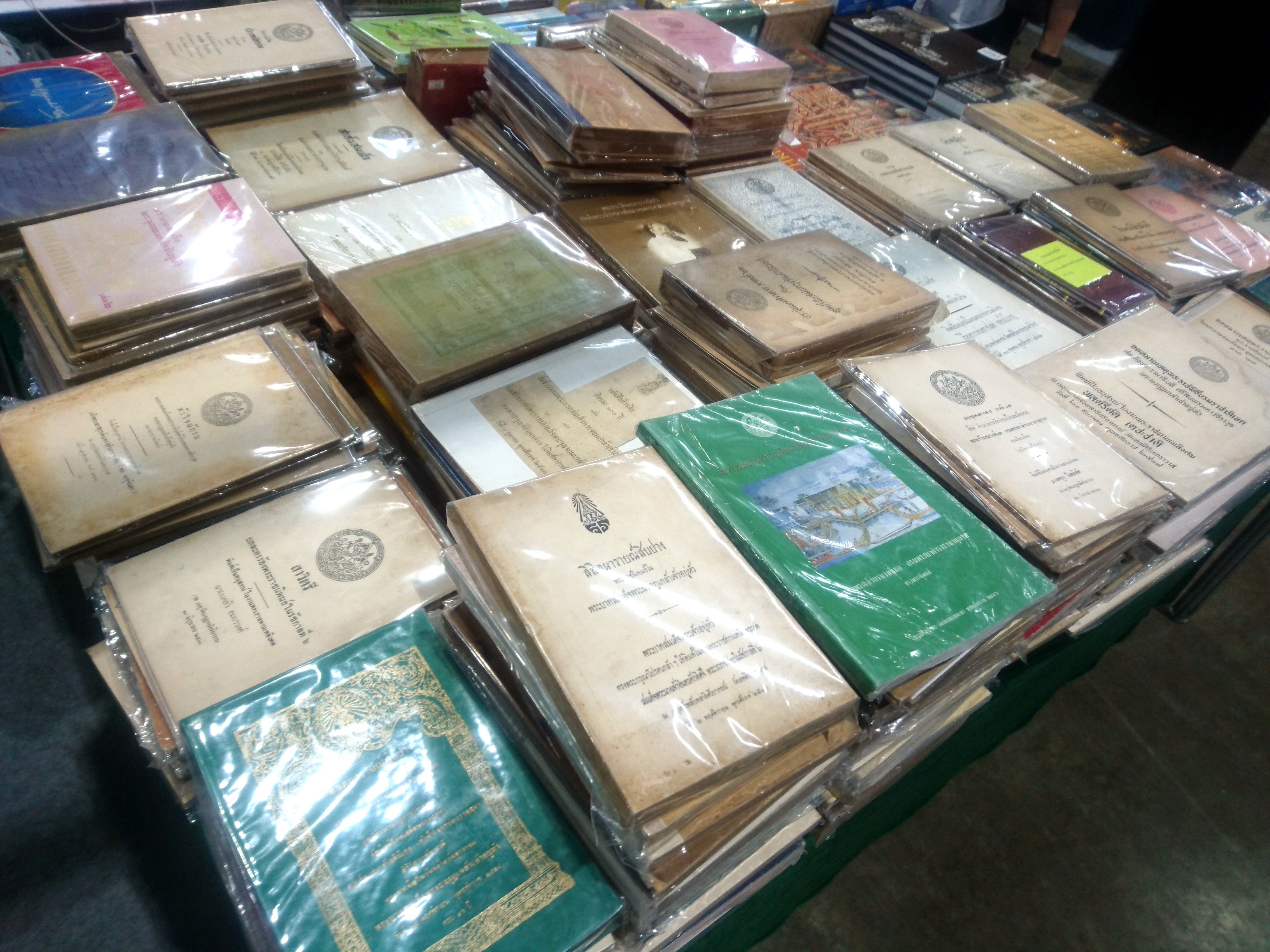
「Book Expo Thailand 2020」の稀覯書ブースに並ぶ葬式頒布本

葬式頒布本には、故人にかかわる歴史的文書や、伝記が収録されることが多く、しばしば逸話的な直接情報が記されることや、当時の社会構造についての考察が含まれている。また、分散した歴史文書や法令集、あるいはラーマ5世の日記・執務記録などは、葬式頒布本のかたちでしか刊行されていない。また、葬式頒布本のかたちで再刊された資料も存在する。このため、こうした書物は歴史家や研究者の収集対象となっている。
また、学術に関わらない人々の興味を引くようなものもある。たとえば、葬式頒布本として出版された料理本は重要であり、名高いタイ料理のシェフにもこれを収集する者がいる。デイヴィッド・トンプソン、ボー・ソンウィサワー、ボンコート・サトーングンなどは葬式頒布本のレシピをもとにした料理を提供している。
これらの本は自費出版であり、通常の市場には出回らない。また、すぐに頒布されたのち散逸してしまうため、入手は困難である。収集家サークルが広く存在し、主に稀覯書・古書の販売業者を通じて活発な市場が形成されている。ほとんどの本は、関係者が古物を処分する際にこうした市場に出回る。販売業者は、葬式頒布本の入手のため、葬儀に参列する人を雇うことも知られている。
国外の図書館や研究機関にも、葬式頒布本の収集に力を入れているところがある。著名なコレクションとしてはオーストラリア国立図書館、ミシガン大学図書館、京都大学のものがあり、このうち京都大学のチャラット・コレクションは4000冊を数え、国外のコレクションとしては最大のものである。タイ国内では多くの図書館が稀覯書として葬式頒布本を収蔵している。中心的なものとしては、1972年にコラムニストの Nares Naropakorn の呼びかけにより、ワット・ボウォーンニウェートに設立された収蔵庫がある。ここには24000冊以上の葬式頒布本が収蔵されている。また、2015年以来、タマサート大学が収蔵する書籍の電子化を進めており、2019年時点で6400冊の葬式頒布本が大学の公式サイトおよびインターネットアーカイブで利用可能となっている。

## タイ国外の例
日本では葬儀の際、故人の追悼として編纂、関係者に配布される非売品限定の「饅頭本」と呼ばれるものがある。かつて、葬儀の参列者に引き出物として饅頭が配られたが、その代わりの本という意味である。